# Agency Township (Missouri)
Pour les articles homonymes, voir Agency Township.
Agency Township est un township du comté de Buchanan dans le Missouri, aux États-Unis,. En 2010, sa population s'élève à 1 029 habitants. Les premiers pionniers s'installent dans le township dès 1837.

## Source de la traduction
- (en) Cet article est partiellement ou en totalité issu de l’article de Wikipédia en anglais intitulé « Agency Township, Buchanan County, Missouri » (voir la liste des auteurs).